# Đài phát thanh và truyền hình Tứ Xuyên
Đài phát thanh và truyền hình Tứ Xuyên là một cơ quan truyền thông đa phương tiện trực thuộc sở hữu của chính quyền tỉnh Tứ Xuyên, Trung Quốc. Đài có trụ sở đặt tại số 66, đường Thành phố Thế Kỷ, thành phố Thành Đô.
Đài bắt đầu phát sóng chương trình phát thanh đầu tiên vào ngày 1 tháng 10 năm 1952 và phát sóng chương trình truyền hình đầu tiên vào ngày 1 tháng 5 năm 1960, là một trong những đài phát sóng truyền hình đầu tiên của Trung Quốc. Hiện đài đang phát sóng 12 kênh truyền hình (trong đó có 2 kênh phủ sóng qua vệ tinh) và 9 kênh phát thanh với 3 ngôn ngữ: tiếng Trung, tiếng Tạng và tiếng Di (Lô Lô).

## Kênh truyền hình quảng bá
- SCTV-1 (四川卫视): Kênh truyền hình tổng hợp, phát sóng từ năm 1960 và phủ sóng qua vệ tinh từ ngày 28 tháng 6 năm 1997.
- SCTV-2: Kênh thông tin kinh tế và giải trí tổng hợp.
- SCTV-3: Kênh Văn hóa - Thể thao - Du lịch. (Từ ngày 24 tháng 3 năm 2021, kênh SCTV-2 và SCTV-3 hoán đổi tên gọi và nội dung chương trình.)
- SCTV-4: Kênh Tin tức thời sự 24/24h.
- SCTV-5: Kênh Phim truyện và Văn nghệ tổng hợp.
- SCTV-6: Kênh mua sắm Xingkong TV Shopping (trước ngày 28 tháng 12 năm 2007 là Kênh Thể thao tổng hợp).
- SCTV-7: Kênh dành cho phụ nữ và thiếu niên nhi đồng.
- SCTV-8: Kênh Khoa giáo, do Đài PTTH Tứ Xuyên và Sở giáo dục tỉnh Tứ Xuyên phối hợp sản xuất.
- SCTV-9: Kênh Nông nghiệp Nông thôn, trước đây là Kênh Thông tin công cộng.
- SCTV-10: Kênh Phim Điện ảnh Nga Mi, do Đài PTTH Tứ Xuyên và Tập đoàn Điện ảnh Nga Mi (峨眉电影集团) phối hợp sản xuất. Kênh đang phát sóng 2 phiên bản với 2 luồng tín hiệu đặt tại Phòng Tổng khống chế của Đài Tứ Xuyên và Tập đoàn Điện ảnh Nga Mi.
- SCTV-11: Kênh truyền hình Tiếng Tạng (phương ngữ Khamb), phát sóng qua vệ tinh.
- SCTV International: Kênh Đối ngoại phát trên vệ tinh AsiaSat 5C. (ngừng phát sóng từ ngày 24 tháng 2 năm 2021)

## Sản xuất
Đã phát sóng các chương trình đáng chú ý như 2 Ngày 1 Đêm, thường được gọi là phiên bản tiếng Trung của chương trình tài năng thực tế Hàn Quốc 2 Ngày & 1 Đêm.
1. 2 Ngày 1 Đêm
2. Trung Quốc Năng lượng tích cực
3. Câu lạc bộ tình yêu Trung Quốc
4. Tình yêu là tất cả
5. Sinh tử kiều